# Walter Benn Michaels
Walter Benn Michaels (né en 1948) est un auteur et professeur de littérature à l'université de l'Illinois à Chicago, surtout connu en France pour son ouvrage La Diversité contre l'égalité (The Trouble with Diversity), publié en 2006 en anglais et en 2009 en français. Les thèmes de prédilections de Michaels sont le problème de l'amalgame des notions de cultures et de races, et la distinction entre les identités nationales et personnelles, ainsi que l'usage politique qui est fait de ces amalgames.

## Biographie
Michaels a obtenu son doctorat en 1975 à l'université de Californie à Santa Barbara. Par la suite, il a enseigné à l'université Johns-Hopkins (1974-1977, 1987-2001) et à l'université de Californie à Berkeley (1977-1987). Depuis 2001, il enseigne à l'université de l'Illinois au Département d'anglais de Chicago, qu'il a dirigé (2001-2007).

## Travaux

### La Diversité contre l'égalité
Dans ce livre, qui a reçu un succès d'estime, Michaels pose la question de savoir si une société dont les classes dirigeantes reflètent la diversité a vraiment progressé sur le chemin de la justice sociale. Et il répond par la négative, expliquant que la promotion incessante de la diversité et la célébration des « identités culturelles » permettent au mieux, selon lui, de diversifier la couleur de peau et le sexe des maîtres. Sans remettre en cause la domination qui traverse toutes les autres : celle des riches sur les pauvres. Comme il le déclare dans un entretien à Mediapart, « L’objectif central devient celui d’éliminer les disparités entre Blancs et Noirs, entre femmes et hommes, entre hétérosexuels et homosexuels, etc., et non plus de se battre pour un système qui produise de l’égalité pour tous. À vrai dire, en France comme aux États-Unis, l’objectif devrait être d’avoir une élite qui soit un peu moins homogène socio-économiquement, quelle que soit sa couleur de peau. Mais la promotion de la diversité ne doit pas devenir un écran de fumée, servant à cacher les inégalités socio-économiques, à occulter la question sociale. »
Pour Alternatives économiques, Michaels offre « une réflexion stimulante servie par une ironie drolatique [qui montre que] lutter contre les discriminations semble être devenu la nouvelle priorité des dirigeants, tant politiques qu'économiques [et que cela] permet aussi et surtout d'escamoter le débat sur le creusement des inégalités économiques. »
Pour Le Monde, Michaels offre « signe un pamphlet décapant. Ce petit livre nous met en garde contre l'adoption d'un modèle qui, séduisant en apparence, porterait en lui la destruction d'une valeur centrale : l'égalité. C'est à une virulente charge de gauche que se livre l'universitaire américain. Pour lui, les inégalités sociales "résultent du capitalisme et du libéralisme économique et non du racisme et du sexisme". Nouvel opium du peuple, la dévotion pour la "diversité" permettrait d'évacuer la question sociale et faciliterait la soumission à l'ordre inégalitaire établi. Masquant les différences de classe, elle constituerait un piège pour une gauche en mal de valeurs spécifiques. »
À l’inverse, l’éditeur Jérôme Vidal estime que les prémisses sur lesquelles repose l’ouvrage sont erronées et notamment que Walter Benn Michaels méconnait et minore « la réalité des inégalités aujourd’hui » (notamment la prégnance du racisme et du sexisme). Il juge également que, en dépit des apparences qu’il se donne, le livre peine à articuler une véritable critique de la logique du Capital contemporaine : « sur la nature du néolibéralisme, sur les dispositifs institutionnels mis en place au nom de la « diversité », sur les problèmes de légitimation dans les nations de l’économie-monde capitaliste aujourd’hui, le lecteur un tant soit peu exigeant ne trouvera rien de bien consistant dans La Diversité contre l’Égalité ». Enfin, il juge non-fondée la distinction opérée par l’auteur entre « luttes sociales » (celles des ouvriers, par exemple) et « luttes identitaires » (celles des féministes, des antiracistes, du mouvement LGBT, etc.) : « Michaels, pour qui l’histoire sociale des ouvriers et du mouvement ouvrier est selon toute apparence une réalité étrangère, ignore que les luttes pour l’émancipation ouvrière ont notamment puisé leur force et leur puissance d’agir dans la constitution d’une identité et d’une culture ouvrières, d’un véritable « communautarisme » ouvrier, en rupture avec l’individualisme et l’universalisme abstrait de l’idéologie républicaine ».

## Publications

### en anglais
- The Gold Standard and the Logic of Naturalism University of California Press: Berkeley, 1987.
- Our America: Nativism, Modernism and Pluralism Durham: Duke University Press, 1995.
- The Shape of the Signifier: 1967 to the End of History Princeton: Princeton University Press, 2004.
- The Trouble with Diversity: How We Learned to Love Identity and Ignore Inequality New York: Metropolitan, 2006.

### traduits en français
- La Diversité contre l'égalité [« The Trouble with Diversity: How We Learned to Love Identity and Ignore Inequality »]  (trad. de l'anglais), Paris, Raisons d'agir, 2009, 160 p. (ISBN 978-2-912107-45-9)

### Articles
- Toutes les inégalités n’offensent pas le candidat Barack Obama (Le Monde Diplomatique, juin 2008, pp. 8-9.)
- Liberté, fraternité... diversité ? (Le Monde Diplomatique, février 2009, pp. 22-23.)
- Encore plus à droite, le pari gagnant de la droite américaine (Le Monde Diplomatique, novembre 2010, pp. 12-13.)

### Entretiens
- « La diversité est au service du néolibéralisme ! », Site Marianne2, 21 février 2009.
- "Walter Benn Michaels. « La diversité crée l’illusion de l’égalité »", L'Humanité, 22/03/2010.